# Tour de Bavière 2013
La 34e édition du Tour de Bavière aura lieu du 22 au 26 mai 2013. L'épreuve fait partie de l'UCI Europe Tour, dans la catégorie 2.HC.

## Présentation

### Équipes
Classé en catégorie 2.HC de l'UCI Europe Tour, le Tour de Bavière est par conséquent ouvert aux UCI ProTeams dans la limite de 70 % des équipes participantes, aux équipes continentales professionnelles, aux équipes continentales allemandes et à une équipe nationale allemande.
20 équipes participent à ce Tour de Bavière - 9 ProTeams, 6 équipes continentales professionnelles et 5 équipes continentales :
| Nom de l'équipe   | Pays        | Code |
| ----------------- | ----------- | ---- |
| AG2R La Mondiale  | France      | ALM  |
| Argos-Shimano     | Pays-Bas    | ARG  |
| Blanco            | Pays-Bas    | BLA  |
| Euskaltel Euskadi | Espagne     | EUS  |
| FDJ               | France      | FDJ  |
| Garmin-Sharp      | États-Unis  | GRS  |
| Lampre-Merida     | Italie      | LAM  |
| Orica-GreenEDGE   | Australie   | OGE  |
| Sky               | Royaume-Uni | SKY  |

| Nom de l'équipe | Pays           | Code |
| --------------- | -------------- | ---- |
| Europcar        | France         | EUC  |
| IAM             | Suisse         | IAM  |
| MTN-Qhubeka     | Afrique du Sud | MTN  |
| NetApp-Endura   | Allemagne      | TNE  |
| Novo Nordisk    | États-Unis     | TNN  |
| Sojasun         | France         | SOJ  |

| Nom de l'équipe   | Pays      | Code |
| ----------------- | --------- | ---- |
| Heizomat          | Allemagne | THF  |
| Nutrixxion Abus   | Allemagne | TSP  |
| Rad-net Rose      | Allemagne | RNR  |
| Stölting          | Allemagne | STG  |
| Thüringer Energie | Allemagne | TET  |

## Étapes
| Étape     | Date   | Villes étapes                             |  | Distance (km) | Vainqueur d’étape | Leader du classement général |
| --------- | ------ | ----------------------------------------- |  | ------------- | ----------------- | ---------------------------- |
| 1re étape | 22 mai | Pfaffenhofen an der Ilm - Mühldorf am Inn |  | 193,1         | Alex Rasmussen    | Alex Rasmussen               |
| 2e étape  | 23 mai | Mühldorf am Inn - Viechtach               |  | 192,6         | Daryl Impey       | Daryl Impey                  |
| 3e étape  | 24 mai | Viechtach - Kelheim                       |  | 196,8         | Gerald Ciolek     | Gerald Ciolek                |
| 4e étape  | 25 mai | Schierling - Schierling                   |  | 31,2          | Adriano Malori    | Adriano Malori               |
| 5e étape  | 26 mai | Kelheim - Nuremberg                       |  | 169,8         | Heinrich Haussler | Adriano Malori               |

## Déroulement de la course

### 1reétape
|    | Coureur             | Équipe            |    | Temps           |
| -- | ------------------- | ----------------- | -- | --------------- |
| 1  | Alex Rasmussen      | Garmin-Sharp      | en | 4 h 34 min 05 s |
| 2  | Ben Swift           | Sky               | +  | m.t             |
| 3  | Juan José Lobato    | Euskaltel Euskadi |    | m.t             |
| 4  | Gerald Ciolek       | MTN-Qhubeka       |    | m.t             |
| 5  | Davide Cimolai      | Lampre-Merida     |    | m.t             |
| 6  | Nikias Arndt        | Argos-Shimano     |    | m.t             |
| 7  | Andreas Schillinger | NetApp-Endura     |    | m.t             |
| 8  | Geraint Thomas      | Sky               |    | m.t             |
| 9  | Manuele Mori        | Lampre-Merida     |    | m.t             |
| 10 | Johannes Weber      | Heizomat          |    | m.t             |

|    | Coureur             | Équipe            |    | Temps           |
| -- | ------------------- | ----------------- | -- | --------------- |
| 1  | Alex Rasmussen      | Garmin-Sharp      | en | 4 h 33 min 55 s |
| 2  | Ben Swift           | Sky               | +  | 4 s             |
| 3  | Grischa Janorschke  | Nutrixxion Abus   |    | 4 s             |
| 4  | Juan José Lobato    | Euskaltel Euskadi |    | 6 s             |
| 5  | Adriano Malori      | Lampre-Merida     |    | 8 s             |
| 6  | Gerald Ciolek       | MTN-Qhubeka       |    | 10 s            |
| 7  | Davide Cimolai      | Lampre-Merida     |    | 10 s            |
| 8  | Nikias Arndt        | Argos-Shimano     |    | 10 s            |
| 9  | Andreas Schillinger | NetApp-Endura     |    | 10 s            |
| 10 | Geraint Thomas      | Sky               |    | 10 s            |

### 2eétape
|    | Coureur           | Équipe           |    | Temps           |
| -- | ----------------- | ---------------- | -- | --------------- |
| 1  | Daryl Impey       | Orica-GreenEDGE  | en | 4 h 41 min 30 s |
| 2  | Gerald Ciolek     | MTN-Qhubeka      | +  | m.t             |
| 3  | Adriano Malori    | Lampre-Merida    |    | m.t             |
| 4  | Diego Ulissi      | Lampre-Merida    |    | m.t             |
| 5  | Romain Bardet     | AG2R La Mondiale |    | m.t             |
| 6  | Michel Kreder     | Garmin-Sharp     |    | m.t             |
| 7  | Martin Elmiger    | IAM              |    | m.t             |
| 8  | Geraint Thomas    | Sky              |    | m.t             |
| 9  | John Gadret       | AG2R La Mondiale |    | m.t             |
| 10 | Christophe Riblon | AG2R La Mondiale |    | m.t             |

|    | Coureur           | Équipe           |    | Temps           |
| -- | ----------------- | ---------------- | -- | --------------- |
| 1  | Daryl Impey       | Orica-GreenEDGE  | en | 9 h 15 min 25 s |
| 2  | Adriano Malori    | Lampre-Merida    | +  | 3 s             |
| 3  | Gerald Ciolek     | MTN-Qhubeka      |    | 4 s             |
| 4  | Ben Swift         | Sky              |    | 4 s             |
| 5  | Geraint Thomas    | Sky              |    | 7 s             |
| 6  | Christophe Riblon | AG2R La Mondiale |    | 7 s             |
| 7  | Maxime Bouet      | AG2R La Mondiale |    | 8 s             |
| 8  | Marcel Wyss       | IAM              |    | 9 s             |
| 9  | Romain Bardet     | AG2R La Mondiale |    | 10 s            |
| 10 | Michel Kreder     | Garmin-Sharp     |    | 10 s            |

### 3eétape
|    | Coureur           | Équipe          |    | Temps           |
| -- | ----------------- | --------------- | -- | --------------- |
| 1  | Gerald Ciolek     | MTN-Qhubeka     | en | 5 h 10 min 15 s |
| 2  | Arnaud Démare     | FDJ             | +  | m.t             |
| 3  | Heinrich Haussler | IAM             |    | m.t             |
| 4  | Ben Swift         | Sky             |    | m.t             |
| 5  | Davide Cimolai    | Lampre-Merida   |    | m.t             |
| 6  | Aidis Kruopis     | Orica-GreenEDGE |    | m.t             |
| 7  | Cyril Lemoine     | Sojasun         |    | m.t             |
| 8  | Robert Wagner     | Blanco          |    | m.t             |
| 9  | Raymond Kreder    | Garmin-Sharp    |    | m.t             |
| 10 | Yohann Gène       | Europcar        |    | m.t             |

|    | Coureur           | Équipe           |    | Temps            |
| -- | ----------------- | ---------------- | -- | ---------------- |
| 1  | Gerald Ciolek     | MTN-Qhubeka      | en | 14 h 25 min 34 s |
| 2  | Daryl Impey       | Orica-GreenEDGE  | +  | 6 s              |
| 3  | Adriano Malori    | Lampre-Merida    |    | 9 s              |
| 4  | Ben Swift         | Sky              |    | 10 s             |
| 5  | Heinrich Haussler | IAM              |    | 12 s             |
| 6  | Geraint Thomas    | Sky              |    | 13 s             |
| 7  | Christophe Riblon | AG2R La Mondiale |    | 13 s             |
| 8  | Simon Geschke     | Argos-Shimano    |    | 13 s             |
| 9  | Maxime Bouet      | AG2R La Mondiale |    | 14 s             |
| 10 | Marcel Wyss       | IAM              |    | 15 s             |

### 4eétape
|    | Coureur             | Équipe            |    | Temps       |
| -- | ------------------- | ----------------- | -- | ----------- |
| 1  | Adriano Malori      | Lampre-Merida     | en | 38 min 19 s |
| 2  | Jasha Sütterlin     | Thüringer Energie | +  | 18 s        |
| 3  | Jan Bárta           | NetApp-Endura     |    | 19 s        |
| 4  | Geraint Thomas      | Sky               |    | 19 s        |
| 5  | Jérémy Roy          | FDJ               |    | 26 s        |
| 6  | Simon Geschke       | Argos-Shimano     |    | 29 s        |
| 7  | Diego Ulissi        | Lampre-Merida     |    | 36 s        |
| 8  | Ian Stannard        | Sky               |    | 37 s        |
| 9  | Marcel Wyss         | IAM               |    | 41 s        |
| 10 | Ignatas Konovalovas | MTN-Qhubeka       |    | 49 s        |

|    | Coureur        | Équipe        |    | Temps            |
| -- | -------------- | ------------- | -- | ---------------- |
| 1  | Adriano Malori | Lampre-Merida | en | 15 h 04 min 02 s |
| 2  | Geraint Thomas | Sky           | +  | 23 s             |
| 3  | Jan Bárta      | NetApp-Endura |    | 26 s             |
| 4  | Jérémy Roy     | FDJ           |    | 33 s             |
| 5  | Simon Geschke  | Argos-Shimano |    | 33 s             |
| 6  | Diego Ulissi   | Lampre-Merida |    | 43 s             |
| 7  | Marcel Wyss    | IAM           |    | 48 s             |
| 8  | Ian Stannard   | Sky           |    | 59 s             |
| 9  | Martin Elmiger | IAM           |    | 1 min 02 s       |
| 10 | Gerald Ciolek  | MTN-Qhubeka   |    | 1 min 13 s       |

### 5eétape
|    | Coureur             | Équipe            |    | Temps           |
| -- | ------------------- | ----------------- | -- | --------------- |
| 1  | Heinrich Haussler   | IAM               | en | 4 h 24 min 18 s |
| 2  | Juan José Lobato    | Euskaltel Euskadi | +  | m.t             |
| 3  | Yauheni Hutarovich  | AG2R La Mondiale  |    | m.t             |
| 4  | Robert Wagner       | Blanco            |    | m.t             |
| 5  | Michael Schwarzmann | NetApp-Endura     |    | m.t             |
| 6  | Gerald Ciolek       | MTN-Qhubeka       |    | m.t             |
| 7  | Arnaud Démare       | FDJ               |    | m.t             |
| 8  | Jack Bauer          | Garmin-Sharp      |    | m.t             |
| 9  | Cyril Gautier       | Europcar          |    | m.t             |
| 10 | Benjamin Sydlick    | Nutrixxion Abus   |    | m.t             |

|    | Coureur        | Équipe        |    | Temps            |
| -- | -------------- | ------------- | -- | ---------------- |
| 1  | Adriano Malori | Lampre-Merida | en | 19 h 28 min 20 s |
| 2  | Geraint Thomas | Sky           | +  | 23 s             |
| 3  | Jan Bárta      | NetApp-Endura |    | 26 s             |
| 4  | Jérémy Roy     | FDJ           |    | 33 s             |
| 5  | Simon Geschke  | Argos-Shimano |    | 33 s             |
| 6  | Diego Ulissi   | Lampre-Merida |    | 43 s             |
| 7  | Marcel Wyss    | IAM           |    | 48 s             |
| 8  | Ian Stannard   | Sky           |    | 59 s             |
| 9  | Martin Elmiger | IAM           |    | 1 min 02 s       |
| 10 | Gerald Ciolek  | MTN-Qhubeka   |    | 1 min 13 s       |

## Classements finals

### Classement général
|    | Cycliste | Pays | Équipe |    | Temps |
| -- | -------- | ---- | ------ | -- | ----- |
| 1  | '        |      |        | en |       |
| 2  |          |      |        | +  |       |
| 3  |          |      |        |    |       |
| 4  |          |      |        |    |       |
| 5  |          |      |        |    |       |
| 6  |          |      |        |    |       |
| 7  |          |      |        |    |       |
| 8  |          |      |        |    |       |
| 9  |          |      |        |    |       |
| 10 |          |      |        |    |       |

### Classements annexes
|   | Cycliste | Équipe | Points |
| - | -------- | ------ | ------ |
| 1 | '        |        |        |
| 2 |          |        |        |
| 3 |          |        |        |

|   | Cycliste | Équipe | Points |
| - | -------- | ------ | ------ |
| 1 | '        |        |        |
| 2 |          |        |        |
| 3 |          |        |        |

|   | Cycliste | Équipe |    | Temps |
| - | -------- | ------ | -- | ----- |
| 1 | '        |        | en |       |
| 2 |          |        | +  |       |
| 3 |          |        |    |       |

|   | Équipe | Pays |   | Temps |
| - | ------ | ---- | - | ----- |
| 1 |        |      |   |       |
| 2 |        |      | + |       |
| 3 |        |      |   |       |

## Évolution des classements
| Étape              | Vainqueur      | Classement général | Classement de la montagne | Classement des sprints | Classement du meilleur jeune | Classement par équipes |
| ------------------ | -------------- | ------------------ | ------------------------- | ---------------------- | ---------------------------- | ---------------------- |
| 1                  | Alex Rasmussen | Alex Rasmussen     | Grischa Janorschke        | Henning Bommel         | Davide Cimolai               | Garmin-Sharp           |
| 2                  | Daryl Impey    | Daryl Impey        | Stefan Denifl             | Henning Bommel         | Romain Bardet                | AG2R La Mondiale       |
| 3                  | Gerald Ciolek  | Gerald Ciolek      | Stefan Denifl             | Gerald Ciolek          | Romain Bardet                | AG2R La Mondiale       |
| 4                  | Adriano Malori | Adriano Malori     | Stefan Denifl             | Gerald Ciolek          | Diego Ulissi                 | IAM                    |
| 5                  |                |                    |                           |                        |                              |                        |
| Classements finals |                |                    |                           |                        |                              |                        |

## Liste des participants
| Légende | Légende                                                                                                  | Légende | Légende                                                                                         |
| ------- | --- | ------- | ----------------------------------------------------------------------------------------------- |
| Num     | Dossard de départ porté par le coureur sur ce Tour de Bavière                                            | Pos     | Position finale au classement général                                                           |
|         | Indique le vainqueur du classement général                                                               |         | Indique le vainqueur du classement de la montagne                                               |
|         | Indique le vainqueur du classement des sprints                                                           |         | Indique le vainqueur du classement du meilleur jeune                                            |
| #       | Indique la meilleure équipe                                                                              |         |                                                                                                 |
| NP      | Indique un coureur qui n'a pas pris le départ d'une étape, suivi du numéro de l'étape où il s'est retiré | AB      | Indique un coureur qui n'a pas terminé une étape, suivi du numéro de l'étape où il s'est retiré |
| HD      | Indique un coureur qui a terminé une étape hors des délais, suivi du numéro de l'étape                   | *       | Indique un coureur en lice pour le maillot blanc (coureurs nés après le 1er janvier 1988)       |

| Sky SKY | Sky SKY                      | Sky SKY |
| ------- | ---------------------------- | ------- |
| Num     | Coureur                      | Pos     |
| 1       | Geraint Thomas (GBR)         |         |
| 2       | Ben Swift (GBR)              |         |
| 3       | Joe Dombrowski (USA)*        |         |
| 4       | Peter Kennaugh (GBR)         |         |
| 5       | Jonathan Tiernan-Locke (GBR) |         |
| 6       | Ian Stannard (GBR)           |         |
| 7       | Christopher Sutton (AUS)     |         |

| MTN-Qhubeka MTN | MTN-Qhubeka MTN           | MTN-Qhubeka MTN |
| --------------- | ------------------------- | --------------- |
| Num             | Coureur                   | Pos             |
| 11              | Gerald Ciolek (GER)       |                 |
| 12              | Meron Russom (ERI)        |                 |
| 13              | Ignatas Konovalovas (LTU) |                 |
| 14              | Sergio Pardilla (ESP)     |                 |
| 15              | Martin Reimer (GER)       |                 |
| 16              | Andreas Stauff (GER)      |                 |
| 17              | Jay Robert Thomson (RSA)  |                 |

| AG2R La Mondiale ALM | AG2R La Mondiale ALM     | AG2R La Mondiale ALM |
| -------------------- | ------------------------ | -------------------- |
| Num                  | Coureur                  | Pos                  |
| 21                   | Romain Bardet (FRA)      |                      |
| 22                   | Maxime Bouet (FRA)       |                      |
| 23                   | Mikaël Cherel (FRA)      |                      |
| 24                   | John Gadret (FRA)        |                      |
| 25                   | Yauheni Hutarovich (BLR) |                      |
| 26                   | Blel Kadri (FRA)         |                      |
| 27                   | Christophe Riblon (FRA)  |                      |

| Euskaltel Euskadi EUS | Euskaltel Euskadi EUS  | Euskaltel Euskadi EUS |
| --------------------- | ---------------------- | --------------------- |
| Num                   | Coureur                | Pos                   |
| 31                    | Jon Aberasturi (ESP)   |                       |
| 32                    | Jure Kocjan (SLO)      |                       |
| 33                    | Juan José Lobato (ESP) |                       |
| 34                    | Rubén Pérez (ESP)      |                       |
| 35                    | Steffen Radochla (GER) |                       |
| 36                    | Mikel Nieve (ESP)      |                       |
| 37                    | André Schulze (GER)    |                       |

| Lampre-Merida LAM | Lampre-Merida LAM    | Lampre-Merida LAM |
| ----------------- | -------------------- | ----------------- |
| Num               | Coureur              | Pos               |
| 41                | Damiano Cunego (ITA) |                   |
| 42                | Davide Cimolai (ITA) |                   |
| 43                | Manuele Mori (ITA)   |                   |
| 44                | Adriano Malori (ITA) |                   |
| 46                | Diego Ulissi (ITA)   |                   |
| 47                | Matteo Bono (ITA)    |                   |

| Argos-Shimano ARG | Argos-Shimano ARG         | Argos-Shimano ARG |
| ----------------- | ------------------------- | ----------------- |
| Num               | Coureur                   | Pos               |
| 51                | Jonas Ahlstrand (SWE)     |                   |
| 52                | Nikias Arndt (GER)        |                   |
| 53                | Warren Barguil (FRA)      |                   |
| 54                | Johannes Fröhlinger (GER) |                   |
| 55                | Simon Geschke (GER)       |                   |
| 56                | François Parisien (CAN)   |                   |
| 57                | Georg Preidler (AUT)*     |                   |

| Rad-net Rose RNR | Rad-net Rose RNR         | Rad-net Rose RNR |
| ---------------- | ------------------------ | ---------------- |
| Num              | Coureur                  | Pos              |
| 61               | Henning Bommel (GER)     |                  |
| 62               | Emanuel Buchmann (GER)*  |                  |
| 63               | Alexander Krieger (GER)* |                  |
| 64               | Lucas Liss (GER)*        |                  |
| 65               | Theo Reinhardt (GER)*    |                  |
| 66               | Florian Scheit (GER)*    |                  |
| 67               | Kersten Thiele (GER)*    |                  |

| IAM | IAM                      | IAM |
| --- | ------------------------ | --- |
| Num | Coureur                  | Pos |
| 71  | Marcel Wyss (SUI)        |     |
| 72  | Stefan Denifl (AUT)      |     |
| 73  | Martin Elmiger (SUI)     |     |
| 74  | Heinrich Haussler (AUS)  |     |
| 75  | Dominic Klemme (GER)     |     |
| 76  | Thomas Lövkvist (SWE)    |     |
| 77  | Patrick Schelling (SUI)* |     |

| Europcar EUC | Europcar EUC           | Europcar EUC |
| ------------ | ---------------------- | ------------ |
| Num          | Coureur                | Pos          |
| 81           | Jérôme Cousin (FRA)*   |              |
| 82           | Cyril Gautier (FRA)    |              |
| 83           | Yohann Gène (FRA)      |              |
| 84           | Christophe Kern (FRA)  |              |
| 85           | Davide Malacarne (ITA) |              |
| 86           | Pierre Rolland (FRA)   |              |
| 87           | Björn Thurau (GER)     |              |

| Blanco BLA | Blanco BLA              | Blanco BLA |
| ---------- | ----------------------- | ---------- |
| Num        | Coureur                 | Pos        |
| 91         | Theo Bos (NED)          |            |
| 92         | Graeme Brown (AUS)      |            |
| 93         | Jetse Bol (NED)*        |            |
| 94         | David Tanner (AUS)      |            |
| 95         | Bram Tankink (NED)      |            |
| 96         | Dennis van Winden (NED) |            |
| 97         | Robert Wagner (GER)     |            |

| FDJ | FDJ                   | FDJ |
| --- | --------------------- | --- |
| Num | Coureur               | Pos |
| 101 | William Bonnet (FRA)* |     |
| 102 | David Boucher (FRA)   |     |
| 103 | Yoann Offredo (FRA)   |     |
| 104 | Arnaud Démare (FRA)*  |     |
| 105 | Jérémy Roy (FRA)      |     |
| 106 | Cédric Pineau (FRA)   |     |
| 107 | Thibaut Pinot (FRA)*  |     |

| NetApp-Endura TNE | NetApp-Endura TNE          | NetApp-Endura TNE |
| ----------------- | -------------------------- | ----------------- |
| Num               | Coureur                    | Pos               |
| 111               | Jan Bárta (CZE)            |                   |
| 112               | Blaž Jarc (SLO)            |                   |
| 113               | Roger Kluge (GER)          |                   |
| 114               | Andreas Schillinger (GER)  |                   |
| 115               | Michael Schwarzmann (GER)* |                   |
| 116               | Erick Rowsell (GBR)*       |                   |
| 117               | Alexander Wetterhall (SWE) |                   |

| Garmin-Sharp GRS | Garmin-Sharp GRS      | Garmin-Sharp GRS |
| ---------------- | --------------------- | ---------------- |
| Num              | Coureur               | Pos              |
| 121              | Jack Bauer (NZL)      |                  |
| 122              | Michel Kreder (NED)   |                  |
| 123              | Raymond Kreder (NED)* |                  |
| 124              | Daniel Martin (IRL)   |                  |
| 125              | Alex Rasmussen (DEN)  |                  |
| 126              | Steele Von Hoff (AUS) |                  |
| 127              | Fabian Wegmann (GER)  |                  |

| Orica-GreenEDGE OGE | Orica-GreenEDGE OGE       | Orica-GreenEDGE OGE |
| ------------------- | ------------------------- | ------------------- |
| Num                 | Coureur                   | Pos                 |
| 131                 | Sam Bewley (NZL)          |                     |
| 132                 | Simon Clarke (AUS)        |                     |
| 133                 | Aidis Kruopis (LTU)       |                     |
| 134                 | Simon Gerrans (AUS)       |                     |
| 135                 | Daryl Impey (RSA)         |                     |
| 136                 | Sebastian Langeveld (NED) |                     |
| 137                 | Stuart O'Grady (AUS)      |                     |

| Heizomat THF | Heizomat THF               | Heizomat THF |
| ------------ | -------------------------- | ------------ |
| Num          | Coureur                    | Pos          |
| 141          | Alexander Grad (GER)*      |              |
| 142          | Dario Rapps (GER)*         |              |
| 143          | Fabian Schormair (GER)*    |              |
| 144          | Manuel Straub (GER)*       |              |
| 145          | Johannes Weber (GER)*      |              |
| 146          | Jan-Nicklas Droste (GER)*  |              |
| 147          | Raphael Freienstein (GER)* |              |

| Nutrixxion Abus TSP | Nutrixxion Abus TSP      | Nutrixxion Abus TSP |
| ------------------- | ------------------------ | ------------------- |
| Num                 | Coureur                  | Pos                 |
| 151                 | Rick Ampler (GER)*       |                     |
| 152                 | Tobias Dohlus (GER)      |                     |
| 153                 | Grischa Janorschke (GER) |                     |
| 154                 | Sebastian Körber (GER)   |                     |
| 155                 | Alex Schmitt (GER)*      |                     |
| 156                 | Benjamin Sydlik (GER)*   |                     |
| 157                 | Max Walsleben (GER)*     |                     |

| Sojasun SOJ | Sojasun SOJ              | Sojasun SOJ |
| ----------- | ------------------------ | ----------- |
| Num         | Coureur                  | Pos         |
| 161         | Maxime Daniel (FRA)*     |             |
| 162         | Jimmy Engoulvent (FRA)   |             |
| 163         | David Le Lay (FRA)       |             |
| 164         | Cyril Lemoine (FRA)      |             |
| 165         | Brice Feillu (FRA)       |             |
| 166         | Jean-Marc Marino (FRA)   |             |
| 167         | Yannick Talabardon (FRA) |             |

| Stölting STG | Stölting STG            | Stölting STG |
| ------------ | ----------------------- | ------------ |
| Num          | Coureur                 | Pos          |
| 171          | Jan Dieteren (GER)*     |              |
| 172          | Silvio Herklotz (GER)*  |              |
| 173          | Christian Mager (GER)*  |              |
| 174          | Jan Oelerich (GER)      |              |
| 175          | Luke Roberts (AUS)      |              |
| 176          | Thomas Koep (GER)*      |              |
| 177          | Maximilian Werda (GER)* |              |

| Thüringer Energie TET | Thüringer Energie TET        | Thüringer Energie TET |
| --------------------- | ---------------------------- | --------------------- |
| Num                   | Coureur                      | Pos                   |
| 181                   | Jan Brockhoff (GER)*         |                       |
| 182                   | Jack Cummings (AUS)*         |                       |
| 183                   | Alex Frame (NZL)*            |                       |
| 184                   | Nikodemus Holler (GER)*      |                       |
| 185                   | Maximilian Schachmann (GER)* |                       |
| 186                   | Moritz Schaffner (GER)*      |                       |
| 187                   | Jasha Sütterlin (GER)*       |                       |

| Novo Nordisk TNN | Novo Nordisk TNN          | Novo Nordisk TNN |
| ---------------- | ------------------------- | ---------------- |
| Num              | Coureur                   | Pos              |
| 191              | Fabio Calabria (AUS)      |                  |
| 192              | Kevin De Mesmaeker (BEL)* |                  |
| 193              | Stephen Clancy (IRL)*     |                  |
| 194              | David Lozano (ESP)        |                  |
| 195              | Javier Mejías (ESP)       |                  |
| 196              | Andrea Peron (ITA)        |                  |
| 197              | Martijn Verschoor (NED)   |                  |